# Kimmel Center for University Life
Pour les articles homonymes, voir Kimmel (homonymie).
Le Helen and Martin Kimmel Center for University Life est un centre d'activités de l'Université de New York. Situé sur LaGuardia Place et en bordure de Washington Square Park, il héberge les activités de loisirs destinées aux étudiants, aux anciens élèves, au corps enseignant et au personnel de l'université. Il accueille également des conférences de leaders nationaux et internationaux, ainsi que des salons de recrutement et d'information. Il est nommé en l'honneur de Helen et Martin Kimmel.

## Équipements
En plus des salles de restauration, des salons et des galeries, le Kimmel Center héberge des équipements scéniques importants :
- Le Shorin Music Performance Center : situé au 6e étage du Kimmel Center, il s'agit d'un centre artistique regroupant des salles de répétition et des studios d'enregistrement. La plupart des pièces sont équipées de pianos.
- Le Kimmel Center Dance Studio : studio de danse de 130 m2 avec des barres de ballets de 8 mètres.